# Stitten
Stitten là một đô thị thuộc tỉnh El Bayadh, Algérie. Dân số thời điểm năm 2002 là 4.495 người.